# Острова Цивольки
Острова́ Циво́льки — группа островов в Карском море в составе архипелага Норденшельда. Административно относятся к Таймырскому району Красноярского края России.
Самая западная группа островов архипелага. Практически вплотную граничат на востоке с островами Пахтусова, от лежащих к юго-востоку островов Вилькицкого отделены проливом Радзеевского. Лежат довольно плотной группой, расстояние между островами не превышает 5—7 километров. Расстояние с запада на восток — немногим менее 40 километров, с юга на север — около 25 километров. Наивысшая точка островов — 58 метров, находится на острове Красина. Самая южная точка островов Цивольки лежит в 45 километрах от континентальной России. Названы в 1901 году Эдуардом Толлем в честь родившегося в Варшаве Августа Цивольки — русского исследователя Новой Земли.
Состав:
- Ленин — самый северный остров группы.
- Ермак — неровной формы скалистый остров в северной части островов Цивольки.
- Кучум — малый остров у северо-западного побережья острова Кучум.
- Садко — крупный вытянутый остров в северной части группы.
- Шульца — крупный остров в западной части группы.
- Маметкул — слегка вытянутый остров в центральной части островов Цивольки.
- Витте — пологий малый остров в северо-восточной части группы.
- Ковалевского — малый остров в северо-восточной части группы.
- Укромный — малый остров у северного побережья острова Красина.
- Брандвахта — совсем небольшой остров к западу от острова Красина.
- Красин — крупнейший и самый восточный остров группы.
- Саввы Лошкина — относительно крупный вытянутый остров в центральной части группы.
- Васильева — один из крупнейших островов группы в центральной части островов Цивольки.
- Гряда — малый вытянутый остров у северо-западного побережья острова Васильева.
- Казак — небольшой остров в юго-западной части группы.
- Ледокол — малый пологий остров в южной части группы.
- Макарова — второй по размеру, самый южный и самый западный остров группы.
- Октябрь — небольшой скалистый остров в юго-восточной части группы.